# Heldenmonument van Heist

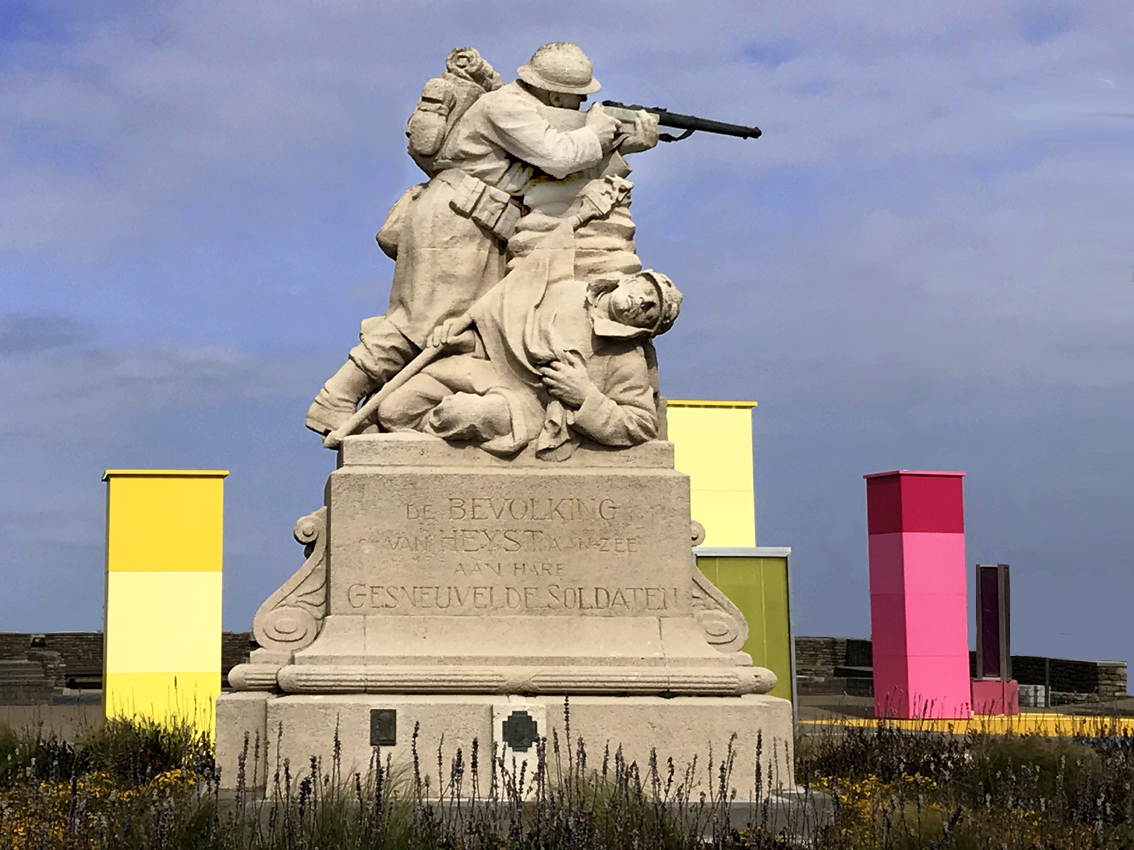
Het Heldenmonument van Heist-aan-zee (2021)

Het oorlogsmonument van Heist werd opgericht en ingewijd in november 1921. Het herdenkt de militaire en burgerlijke slachtoffers van Heist-aan-zee tijdens de Eerste Wereldoorlog met het opschrift "De bevolking van Heyst-aan-zee aan hare gesneuvelde soldaten".

## Geschiedenis
Naar aanleiding van de oprichting van het heldenmonument kreeg het plein achter het toenmalige Casino Kursaal Hotel waar het monument een plaats had gekregen de naam van Heldenplein.
Na de Tweede Wereldoorlog werd aan het monument een plakkaat toegevoegd voor de oorlogsslachtoffers uit deze oorlog. Aan de voet kwam een gedenksteen waaronder een urne werd geplaatst met “naamloze asse verzameld in de lijkenverbrandingsoven van het concentratiekamp in Dachau”.
In 2014 werd een plan uitgerold voor de heraanleg van het Heldenplein. Alhoewel er sprake was dat er bij de uitvoering van dit plan “geen negatieve effecten zouden optreden ten aanzien van het bouwkundig erfgoed” gingen er stemmen op om het oorlogsmonument te verplaatsen en in het Directeur-Generaal Willemspark te integreren. Daar was redelijk wat onduidelijkheid over. Op alle maquettes van de heraanleg was het oorlogsmonument in elk geval niet meer te bespeuren en stond er “iets anders” ingetekend. 
Onder druk van onder andere heemkring Heyst Leeft werd beslist dat het heldenmonument mocht blijven staan.

## Foto’s

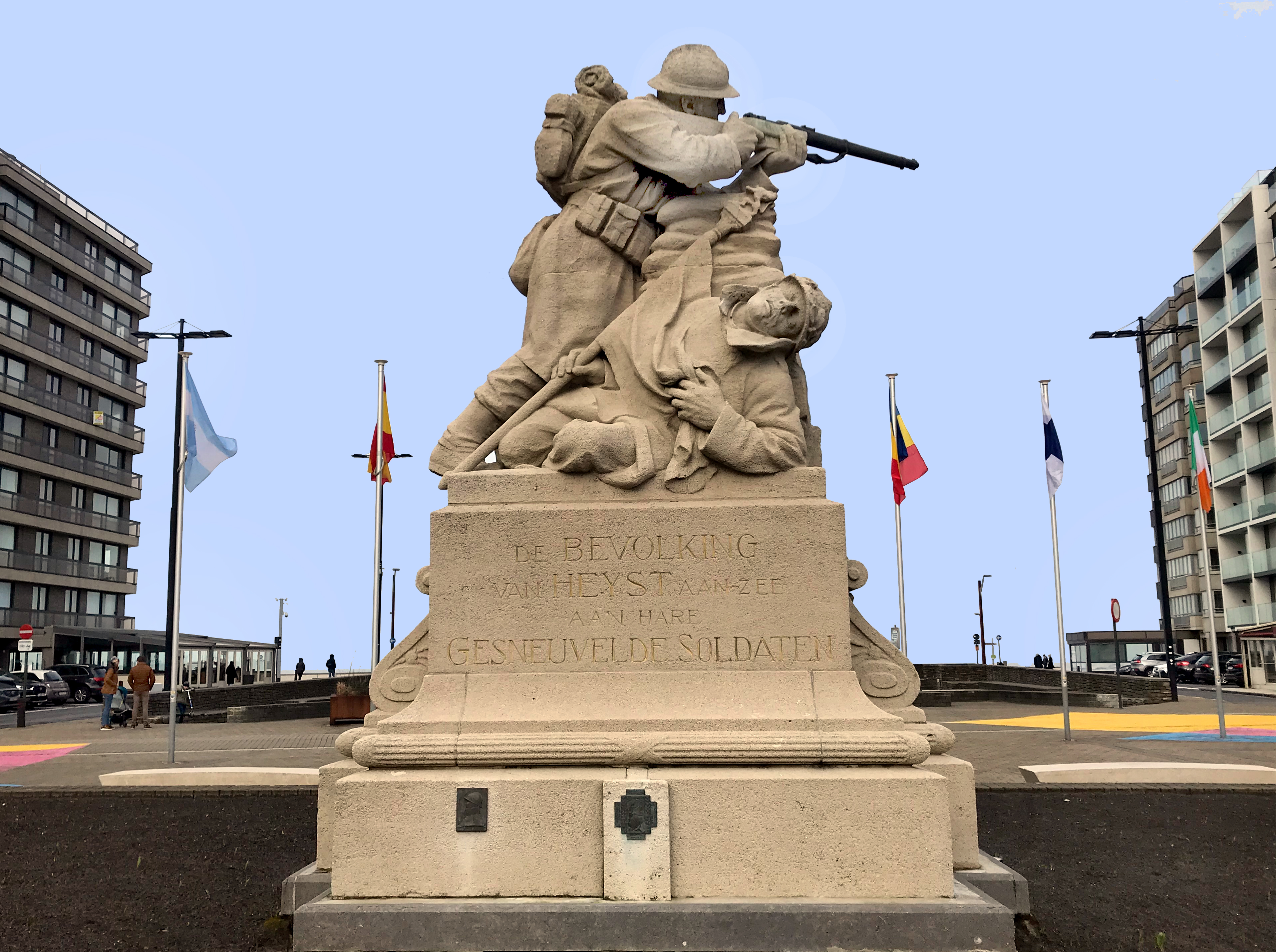
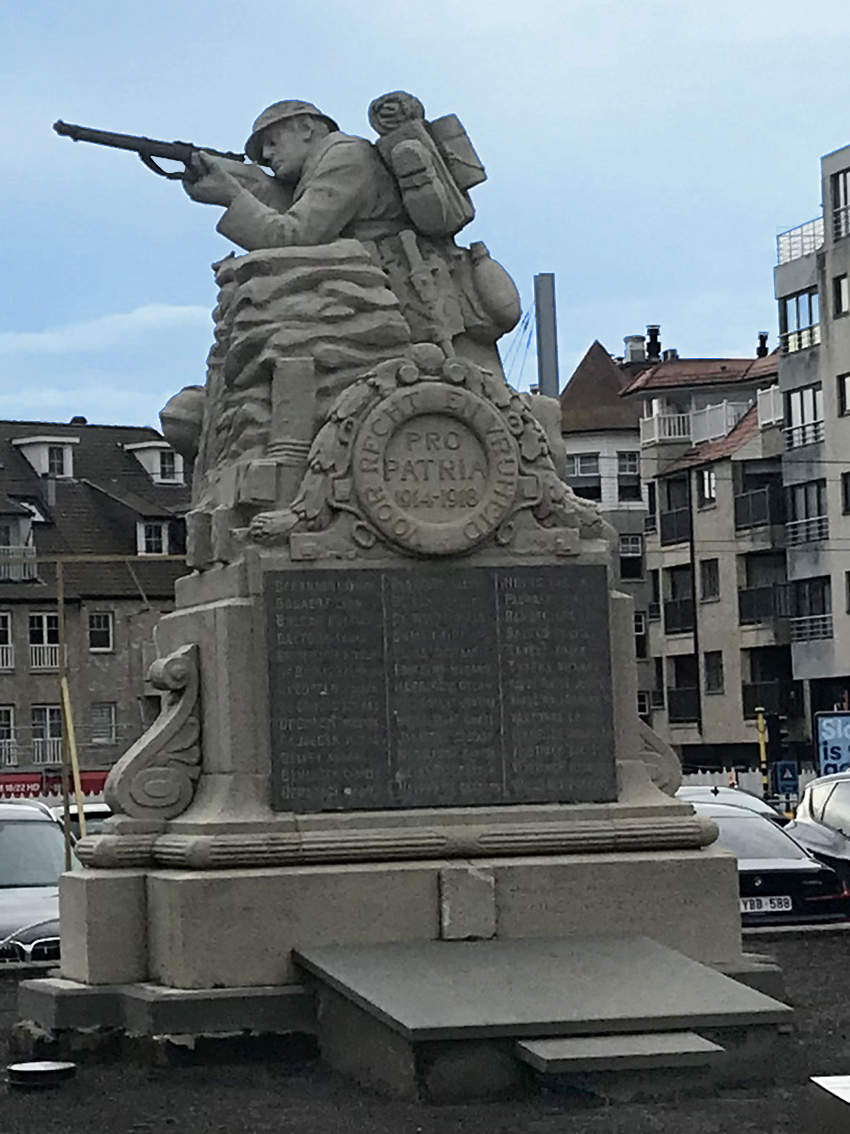
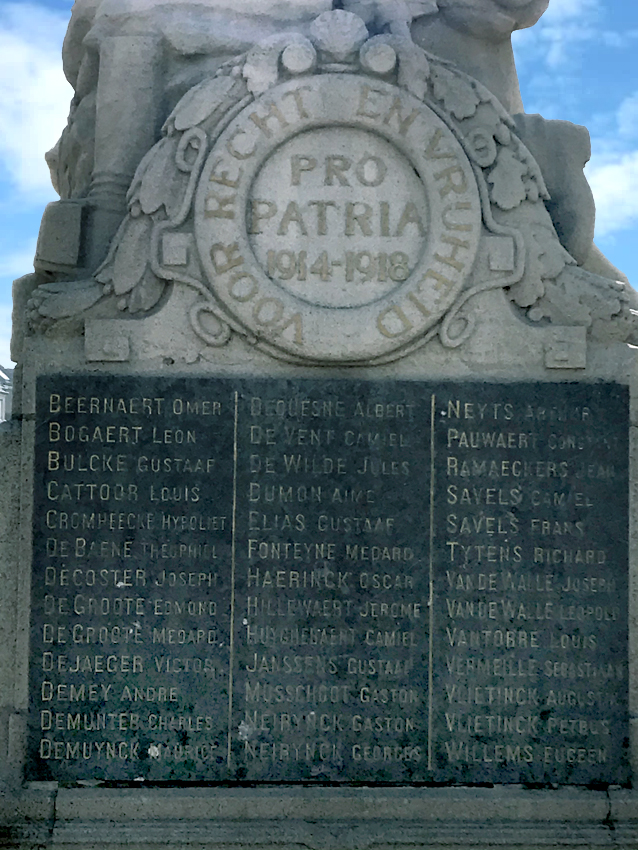
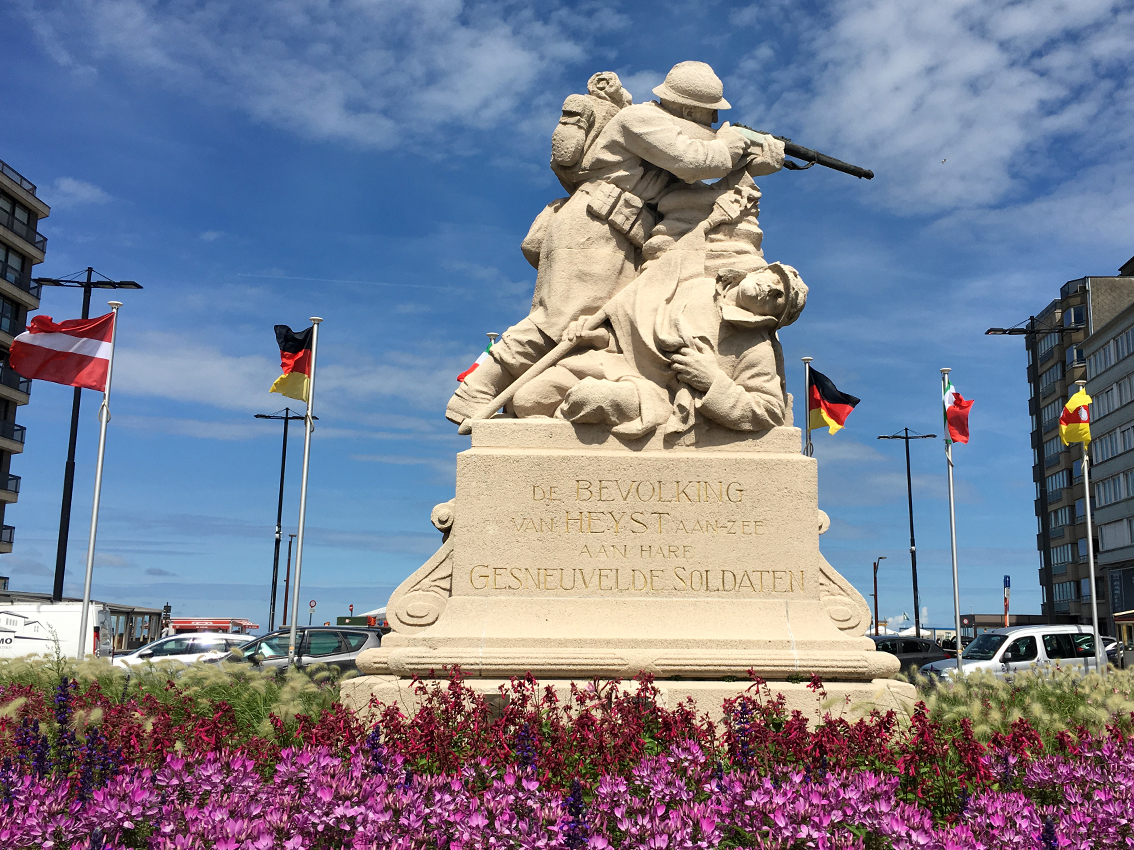